# Slugterra
Slugterra is een Amerikaans-Canadese animatieserie gemaakt door Asaph Fipke. De eerste uitzending was op 12 oktober 2012 en de laatste aflevering werd op 16 juli 2018 uitgezonden. De serie werd geproduceerd door de Canadese animatiestudio Nerd Corps Entertainment.

## Het verhaal
Eli Shane is een jonge man, vastbesloten om de grootste slug-slinger aller tijden te worden. Hij kan dit alleen door het verzamelen, trainen en duelleren met slugs. Voordat Eli Shane naar Slugterra ging had hij maar 1 slug, een bijzondere slug genaamd Burpy. Toen hij voor het eerst in Slugterra aankwam ontmoette hij een molenoid genaamd Pronto. Daarna kwam hij Trixie tegen, een meisje dat hem redde van een gemene slug-slinger. Dan ontmoet hij een grottrol genaamd Kord Zane. Met de hulp van Pronto doet hij mee aan een toernooi  waarbij hij slugs kan krijgen en trainen. Met zijn slugs probeert Eli Dr. Black te stoppen.

## Slugs
Slugs zijn kleine wezentjes die voor komen in heel Slugterra, een onbekende ondergrondse wereld. Slugs hebben speciale krachten afhankelijk van hun element en dat zijn: vuur, water, lucht, aarde, licht, donker, nukkigheid, metaal, vergif, ijs, plant en elektriciteit. Als de slugs worden afgeschoten met behulp van blasters bereiken ze een hoge snelheid en dan veranderen ze in een krachtigere vorm, waarin ze grote schade kunnen aanrichten. Als een slug met duister water in contact komt wordt het een ghoul. Een healerslug is de enige slug die een ghoulslug kan genezen. Dr. Black verzamelt en maakt ghouls en daarmee wil hij Slugterra veroveren.  